# Dendrobium woodsii
Dendrobium woodsii är en orkidéart som beskrevs av Phillip James Cribb. Dendrobium woodsii ingår i släktet Dendrobium och familjen orkidéer. Inga underarter finns listade i Catalogue of Life.